# Armoriale dei trasporti e materiali dell'Esercito italiano
Questa pagina contiene le armi (stemmi e blasonature) delle unità facenti parte dell'Arma dei Trasporti e Materiali dell'Esercito Italiano.

## L'Arma dei Trasporti e Materiali TRAMAT
| Stemma | Unità e blasonatura |
|        | Arma dei Trasporti e Materiali (dal 1997) (1923, Servizio dei trasporti militari (Regio Esercito) 1926, Servizio automobilistico militare (Regio Esercito) 1935, Automobilismo militare (Regio Esercito) 1935, Corpo automobilistico (Regio Esercito) 1948, Servizio automobilistico 1980, Corpo automobilistico 1981, Corpo automobilistico dell'Esercito 1997-, Arma dei Trasporti e Materiali) L'11 ottobre 1965 venne concesso lo stemma araldico all'allora Servizio automobilistico. Stemma del 1987: Troncato: nel primo, d'azzurro, a due anelli, posti in fascia, intrecciati, l'anello posto a destra attraversante all'insù e attraversato all'ingiù, infilati dalla freccia, posta in fascia, attraversante gli anelli lateralmente e attraversata centralmente, il tutto d'oro; nel secondo, d'argento, alla banda di rosso accostata da due stelle d'azzurro, 1 e 1. Ornamenti esteriori: - lo scudo è sormontato dalla corona turrita degli Enti Militari - lista bifida d'oro, svolazzante, collocata sotto la punta dello scudo, incurvata con la concavità rivolta verso l'alto, riportante il motto, in lettere maiuscole di nero: "FERVENT ROTAE FERVENT ANIMI" (Ardono le ruote, ardono gli animi; concesso il 20 maggio 1932) - nastri rappresentativi delle ricompense al Valore: annodati nella parte centrale non visibile della corona turrita, scendenti svolazzanti in sbarra ed in banda dal punto predetto, passando dietro la parte superiore dello scudo: 2 M.A.V.M., 1 M.B.V.M., 4 C.d.G.V.M., 1 M.B.V.E. |
|        | Scuola Trasporti e Materiali (?, Scuola di Applicazione del Corpo Automobilistico 1949, Scuole della Motorizzazione 1984-2010, 2013- (ricostituzione) Scuola Trasporti e Materiali) D'argento, alla sbarra di larghezza doppia, d'azzurro, caricata dalla teda d'oro, posta in palo, accesa, di rosso e d'oro, la fiamma sfuggente a sinistra, sopraccaricata dalla daga d'argento, con la punta verso il capo. Ornamenti esteriori: - lo scudo è sormontato dalla corona turrita degli Enti Militari - lista bifida d'oro, svolazzante, collocata sotto la punta dello scudo, incurvata con la concavità rivolta verso l'alto, riportante il motto, in lettere maiuscole di nero: "SCIENTIA QUO MAGIS SPECULATIVA MAGIS PRACTICA". Stemma della Scuola di Applicazione del Corpo Automobilistico poi Scuole della Motorizzazione (1987): Troncato: nel primo, d'azzurro, a due anelli, posti in fascia, intrecciati, l'anello posto a destra attraversante all'insù e attraversato all'ingiù, infilati dalla freccia, posta in fascia, attraversante gli anelli lateralmente e attraversata centralmente, il tutto d'oro; nel secondo, d'argento alla tesa d'oro, posta in palo, accesa, di rosso e d'oro, la fiamma sfuggente a sinistra, caricata dalla daga d'argento, pure in palo, con la punta verso il capo. Ornamenti esteriori: - lo scudo è sormontato dalla corona turrita degli Enti Militari - lista bifida d'oro, svolazzante, collocata sotto la punta dello scudo, incurvata con la concavità rivolta verso l'alto, riportante il motto, in lettere maiuscole di nero: "PRO SCIENTIA PRO VIRTUTE". Stemma della Scuola di Applicazione del Corpo Automobilistico poi Scuole della Motorizzazione (1978): Troncato: nel primo, d'azzurro, a due anelli, posti in fascia, intrecciati, l'anello posto a destra attraversante all'insù e attraversato all'ingiù, infilati dalla freccia, posta in fascia, attraversante gli anelli lateralmente e attraversata centralmente, il tutto d'oro; nel secondo, d'argento alla tesa d'oro, posta in palo, accesa, di rosso e d'oro, la fiamma sfuggente a sinistra, caricata dalla daga d'argento, pure in palo, con la punta verso il capo. Ornamenti esteriori: - sopra lo scudo il fregio del Servizio Automobilistico sormontato da un elmo d'argento di Pallade posto di profilo - sotto lo scudo, su lista d'argento con le estremità bifide d'azzurro e di nero il motto: "PRO SCIENTIA PRO VIRTUTE". D.P.R. del 4 gennaio 1978. |

## Trasporti
| Stemma | Unità e blasonatura |
|        | 1º Reggimento Trasporti D'argento, al palo d'azzurro, caricato da una stele commemorativa del primo (per Curtatone). Ornamenti esteriori: - lo scudo è sormontato dalla corona turrita degli Enti Militari - lista bifida d'oro, svolazzante, collocata sotto la punta dello scudo, incurvata con la concavità rivolta verso l'alto, riportante il motto, in lettere maiuscole di nero: "FORZA, VOLONTÀ, CUORE". |
|        | 6º Reggimento logistico di supporto generale (Battaglione logistico "Friuli 6º Reggimento logistico Trasporti Reggimento logistico "Friuli") Troncato, semipartito: nel primo, d'azzurro, a due anelli, posti in fascia, intrecciati, l'anello posto a destra attraversante all'insù e attraversato all'ingiù, infilati dalla freccia, posta in fascia, attraversante gli anelli lateralmente e attraversata centralmente, il tutto d'oro; nel secondo, partito: a), d'argento, alla croce di rosso, al capo d'azzurro, carico di tre gigli d'oro, ordinati in fascia ed alternati dai quattro denti di un lambello di rosso, cucito (Capo d'Angiò); b), d'azzurro, alla parola LIBERTAS, in lettere maiuscole d'oro, posta in banda (il tutto, di Bologna); nel terzo, di rosso, al castello d'oro, murato di nero, merlato alla guelfa, munito della torre centrale, merlata di quattro, il fastigio merlato di sei, 3 e 3, esso castello finestrato di nero di tre, una nella torre, due nel corpo del castello, aperto del campo con grande porta a sesto acuto (allusivo al castello di Udine). Ornamenti esteriori: - lo scudo è sormontato dalla corona turrita degli Enti Militari - lista bifida d'oro, svolazzante, collocata sotto la punta dello scudo, incurvata con la concavità rivolta verso l'alto, riportante il motto, in lettere maiuscole di nero: "OVUNQUE CON ONORE" - nastro rappresentativo della ricompensa al Valore: annodato nella parte centrale non visibile della corona turrita, scendente svolazzante in sbarra dal punto predetto, passando dietro la parte superiore dello scudo: 1 M.B.V.E. |
|        | 7º Battaglione Trasporti "Monte Amiata" (VI Centro automobilistico VI Raggruppamento trasporti 7º Centro automobilistico 7º Reggimento autieri 7º Centro autieri) Inquartato: nel primo e nel quarto, d'argento, al giglio bottonato di rosso (di Firenze); nel secondo e nel terzo, d'azzurro. Ornamenti esteriori: - lo scudo è sormontato dalla corona turrita degli Enti Militari - lista bifida d'oro, svolazzante, collocata sotto la punta dello scudo, incurvata con la concavità rivolta verso l'alto, riportante il motto, in lettere maiuscole di nero: "FORTITUDO MEA IN ROTA". |
|        | 8º Reggimento Trasporti "Casilina" (VII Centro automobilistico VII Raggruppamento trasporti 8º Centro automobilistico 8º Reggimento autieri 8º Centro autieri 8º Battaglione Trasporti "Casilina") Partito, semitroncato: nel primo, d'azzurro, a due anelli, posti in fascia, intrecciati, l'anello posto a destra attraversante all'insù e attraversato all'ingiù, infilati dalla freccia, posta in fascia, attraversante gli anelli lateralmente e attraversata centralmente, il tutto d'oro; nel secondo, d'argento pieno; nel terzo, di rosso, alla lupa capitolina, allattante i gemelli, d'oro (per Roma). Ornamenti esteriori: - lo scudo è sormontato dalla corona turrita degli Enti Militari - lista bifida d'oro, svolazzante, collocata sotto la punta dello scudo, incurvata con la concavità rivolta verso l'alto, riportante il motto, in lettere maiuscole di nero: "SEMPER SUSTINERE". |
|        | 10º Reggimento Trasporti (VIII Centro automobilistico VIII Raggruppamento Trasporti 10º Centro automobilistico 10º Reggimento autieri 10º Centro autieri 10º Battaglione Trasporti "Appia") Interzato in palo: nel primo, troncato, d'oro e di rosso (di Napoli); nel secondo, d'azzurro, a due anelli, posti in palo, intrecciati, l'anello inferiore attraversato a destra e attraversante a sinistra, l'anello superiore attraversante a sinistra e attraversato a destra, infilati dalla freccia, posta in palo, attraversante le estremità superiore ed inferiore degli anelli e attraversata centralmente, il tutto d'oro; nel terzo, d'argento pieno. Ornamenti esteriori: - lo scudo è sormontato dalla corona turrita degli Enti Militari - lista bifida d'oro, svolazzante, collocata sotto la punta dello scudo, incurvata con la concavità rivolta verso l'alto, riportante il motto, in lettere maiuscole di nero: "PER ASPERA ET DEVIA AD METAM". |
|        | 11º Battaglione Trasporti "Etnea" (X Centro automobilistico X Raggruppamento Trasporti 11º Centro automobilistico 12º Centro automobilistico 12º Reggimento autieri 11º Centro autieri) Troncato, semipartito: nel primo, d'azzurro, a due anelli, posti in fascia, intrecciati, l'anello posto a destra attraversante all'insù e attraversato all'ingiù, infilati dalla freccia, posta in fascia, attraversante gli anelli lateralmente e attraversata centralmente, il tutto d'oro; nel secondo, di rosso, all'aquila coronata all'antica, col volo abbassato, afferrante con gli artigli la lista bifida convessa, il tutto d'oro, caricata dalle lettere maiuscole, munite di punto, S.P.Q.P., di nero (di Palermo); nel terzo, d'argento pieno. Ornamenti esteriori: - lo scudo è sormontato dalla corona turrita degli Enti Militari - lista bifida d'oro, svolazzante, collocata sotto la punta dello scudo, incurvata con la concavità rivolta verso l'alto, riportante il motto, in lettere maiuscole di nero: "OMNIA PERFECTA SEMPER". |
|        | 14º Battaglione Trasporti "Flavia" (14º Centro automobilistico 14º Reggimento autieri V Autogruppo territoriale 5º Autogruppo di manovra 14º Autogruppo di manovra "Flavia" 14º Battaglione Trasporti "Flavia") Partito: nel primo, d'argento pieno; nel secondo, ripartito d'azzurro e di rosso, caricato da una croce anch'essa partita d'oro e d'argento, nel canton sinistro del capo una stella, raggiata di otto, d'argento. Ornamenti esteriori: - lo scudo è sormontato dalla corona turrita degli Enti Militari - lista bifida d'oro, svolazzante, collocata sotto la punta dello scudo, incurvata con la concavità rivolta verso l'alto, riportante il motto, in lettere maiuscole di nero: "FERMA GUIDA". |
|        | 3º Autogruppo di Corpo d'Armata "Fulvia" Di rosso, alla sbarra diminuita d'azzurro, bordata d'argento, carica di quattro bisanti d'oro, caricata nel cantone destro del capo dall'aquila bicipite, spiegata, di nero (per la Campagna d'Albania) e nel cantone sinistro della punta dal tridente bizantino d'Ucraina, d'oro. Ornamenti esteriori: - lo scudo è sormontato dalla corona turrita degli Enti Militari - lista bifida d'oro, svolazzante, collocata sotto la punta dello scudo, incurvata con la concavità rivolta verso l'alto, riportante il motto, in lettere maiuscole di nero: "SILENTER ET UBICUMQUE". |
|        | 4º Autogruppo di Corpo d'Armata "Claudia" Troncato: nel primo, di verde, al monte all'italiana di sei colli, 1, 2, 3, d'argento, fondato sulla partizione e sostenente l'aquila spiegata d'oro; nel secondo, inquartato in croce di S. Andrea: a) d'azzurro, a tre teste di leone coronate, in maestà, ben ordinate, d'oro e lampassate di rosso (di Dalmazia); b) di rosso, al tridente bizantino d'Ucraina, d'oro; c) scaccato d'argento e di rosso (di Croazia); d) d'azzurro, al montante, sormontato da tre stelle, ordinate in fascia, il tutto d'oro (per la Slovenia). Ornamenti esteriori: - lo scudo è sormontato dalla corona turrita degli Enti Militari - lista bifida d'oro, svolazzante, collocata sotto la punta dello scudo, incurvata con la concavità rivolta verso l'alto, riportante il motto, in lettere maiuscole di nero: "INTER MONTES VELOCIOR". |
|        | 5º Autogruppo di Corpo d'Armata "Postumia" Gheronato d'azzurro e di nero di otto pezzi, a cinque anelli, posti in palo, intrecciati, infilati dalla freccia, posta in palo, attraversante le estremità superiore ed inferiore degli anelli e attraversata centralmente, il tutto d'oro; ad un volo d'argento, posto sotto la punta della freccia. Ornamenti esteriori: - lo scudo è sormontato dalla corona turrita degli Enti Militari - lista bifida d'oro, svolazzante, collocata sotto la punta dello scudo, incurvata con la concavità rivolta verso l'alto, riportante il motto, in lettere maiuscole di nero: "ROTIS USQUE AD METAM". |
|        | 10º Autogruppo di manovra interforze "Salaria" (Autogruppo del Ministero Difesa - Esercito X Autogruppo 10º Autogruppo di manovra) D'argento, alla sbarra di larghezza doppia, caricata in cuore dalla lupa capitolina, allattante i gemelli, d'oro (per Roma). Ornamenti esteriori: - lo scudo è sormontato dalla corona turrita degli Enti Militari - lista bifida d'oro, svolazzante, collocata sotto la punta dello scudo, incurvata con la concavità rivolta verso l'alto, riportante il motto, in lettere maiuscole di nero: "CON PERIZIA OVUNQUE". |
|        | 11º Autogruppo di manovra "Flaminia" (Autogruppo di manovra dello Stato Maggiore dell'Esercito XI Autogruppo di manovra 11º Autogruppo di manovra) Inquartato in croce di S. Andrea: il primo e il quarto, d'argento pieno; il secondo e il terzo, d'azzurro, all'aquila coronata d'argento. Ornamenti esteriori: - lo scudo è sormontato dalla corona turrita degli Enti Militari - lista bifida d'oro, svolazzante, collocata sotto la punta dello scudo, incurvata con la concavità rivolta verso l'alto, riportante il motto, in lettere maiuscole di nero: "NELLA GUIDA L'IMPEGNO". |

## Materiali
| Stemma | Unità e blasonatura |
|        | 1º Reggimento di manovra (I Centro automobilistico I Raggruppamento Trasporti 1º Centro automobilistico 1º Reggimento autieri 1º Centro autieri 1º Battaglione Trasporti "Monviso" 1º Reggimento logistico di supporto "Monviso" 1º Battaglione Trasporti "Monviso") Inquartato: nel primo e nel quarto, d'argento, alla ruota dentata di dodici, raggiata di sei, d'azzurro; nel secondo e nel terzo, d'azzurro, al toro furioso, d'oro, difeso d'argento e allumato di rosso (di Torino). Ornamenti esteriori: - lo scudo è sormontato dalla corona turrita degli Enti Militari - lista bifida d'oro, svolazzante, collocata sotto la punta dello scudo, incurvata con la concavità rivolta verso l'alto, riportante il motto, in lettere maiuscole di nero: "OMNIA OMNIBUS". |
|        | 6º Reggimento di manovra (Battaglione logistico paracadutisti "Folgore") Tagliato: nel primo, d'azzurro, ad un volo d'ali stilizzato, d'argento, posto su una folgore d'oro, attraversante in sbarra; il secondo, d'argento pieno. Ornamenti esteriori: - lo scudo è sormontato dalla corona turrita degli Enti Militari - lista bifida d'oro, svolazzante, collocata sotto la punta dello scudo, incurvata con la concavità rivolta verso l'alto, riportante il motto, in lettere maiuscole di nero: "DIAM L'ALI ALLA VITTORIA" - nastro rappresentativo della ricompensa al Valore: annodato nella parte centrale non visibile della corona turrita, scendente svolazzante in sbarra dal punto predetto, passando dietro la parte superiore dello scudo: 1 M.B.V.E. |
|        | 10º Reggimento di manovra (Battaglione logistico "Garibaldi") Trinciato: nel primo, di rosso, al faro mattonato fondato su uno scoglio, il tutto al naturale, uscente da un mare ondato d'azzurro e d'argento e sormontato da una stella raggiata di sei, d'oro; il secondo, d'argento pieno. Ornamenti esteriori: - lo scudo è sormontato dalla corona turrita degli Enti Militari - lista bifida d'oro, svolazzante, collocata sotto la punta dello scudo, incurvata con la concavità rivolta verso l'alto, riportante il motto, in lettere maiuscole di nero: "NEL NOME LA GUIDA" - nastri rappresentativi delle ricompense al Valore: annodati nella parte centrale non visibile della corona turrita, scendenti svolazzanti in sbarra ed in banda dal punto predetto, passando dietro la parte superiore dello scudo: 1 M.A.V.E., 1 M.B.V.E. |
|        | Battaglione Logistico "Goito" Inquartato in croce di S. Andrea: nel primo e nel quarto, d'argento pieno; nel secondo e nel terzo, di rosso, alla Corona Ferrea d'argento (per Monza). Ornamenti esteriori: - lo scudo è sormontato dalla corona turrita degli Enti Militari - lista bifida d'oro, svolazzante, collocata sotto la punta dello scudo, incurvata con la concavità rivolta verso l'alto, riportante il motto, in lettere maiuscole di nero: "CON IL LAVORO E CON LE ARMI". |
|        | 24º Reggimento di manovra (4º Battaglione logistico di manovra 24º Battaglione logistico di manovra "Dolomiti" 24º Reggimento logistico di manovra "Dolomiti") Troncato: nel primo di verde, all'aquila spiegata d'argento; nel secondo, d'argento pieno. Ornamenti esteriori: - lo scudo è sormontato dalla corona turrita degli Enti Militari - lista bifida d'oro, svolazzante, collocata sotto la punta dello scudo, incurvata con la concavità rivolta verso l'alto, riportante il motto, in lettere maiuscole di nero: "CON TECNICA E TENACIA OVUNQUE". |
|        | 5º Battaglione logistico di manovra "Euganeo" (Battaglione logistico "Folgore" Battaglione logistico di manovra "Folgore") D'argento, alla sbarra di rosso, caricata da una folgore d'oro. Ornamenti esteriori: - lo scudo è sormontato dalla corona turrita degli Enti Militari - lista bifida d'oro, svolazzante, collocata sotto la punta dello scudo, incurvata con la concavità rivolta verso l'alto, riportante il motto, in lettere maiuscole di nero: "OPEROSO E AUDACE". |
|        | 8º Battaglione logistico di manovra "Carso" (Battaglione logistico "Mantova" Battaglione logistico di manovra "Mantova") Troncato, innestato, merlato: il primo, di rosso, al grifone d'oro dal volo abbassato, la testa rivoltata, posto sulla partizione; il secondo, d'argento pieno. Ornamenti esteriori: - lo scudo è sormontato dalla corona turrita degli Enti Militari - lista bifida d'oro, svolazzante, collocata sotto la punta dello scudo, incurvata con la concavità rivolta verso l'alto, riportante il motto, in lettere maiuscole di nero: "FORTE E TENACE". |
|        | 13º Battaglione logistico "Aquileia" (13º Reparto Riparazioni Rifornimenti e Recuperi 13º Battaglione logistico di manovra) - Ornamenti esteriori: - lo scudo è sormontato dalla corona turrita degli Enti Militari - lista bifida d'oro, svolazzante, collocata sotto la punta dello scudo, incurvata con la concavità rivolta verso l'alto, riportante il motto, in lettere maiuscole di nero: "PRAEVIDEO AC PROVIDEO". |
|        | 33º Reggimento logistico di manovra "Ambrosiano" (3º Reparto Rifornimento, Riparazione, Recuperi 3º Battaglione logistico di manovra 33º Battaglione logistico "Ambrosiano") Partito: nel primo, d'argento alla croce di rosso (di Milano); il secondo, d'azzurro. Ornamenti esteriori: - lo scudo è sormontato dalla corona turrita degli Enti Militari - lista bifida d'oro, svolazzante, collocata sotto la punta dello scudo, incurvata con la concavità rivolta verso l'alto, riportante il motto, in lettere maiuscole di nero: "OVUNQUE PRESENTE". |
|        | Battaglione logistico "Acqui" Troncato: il primo, di rosso all'aquila dal volo spiegato tenente con gli artigli una lepre, il tutto al naturale; il secondo, d'argento pieno. Ornamenti esteriori: - lo scudo è sormontato dalla corona turrita degli Enti Militari - lista bifida: d'oro, svolazzante, collocata sotto la punta dello scudo, incurvata con la concavità rivolta verso l'alto, riportante il motto, in lettere maiuscole di nero: "CON IL LAVORO ALLA META". |
|        | Reggimento logistico "Aosta" Inquartato: il primo ed il quarto, di nero al leone d'argento, armato e lampassato di rosso (d'Aosta); il secondo ed il terzo, d'argento pieno. Ornamenti esteriori: - lo scudo è sormontato dalla corona turrita degli Enti Militari - lista bifida: d'oro, svolazzante, collocata sotto la punta dello scudo, incurvata con la concavità rivolta verso l'alto, riportante il motto, in lettere maiuscole di nero: "LABOR AC VIRTUS". |
|        | Battaglione logistico "Ariete" (Battaglione logistico "Manin") D'argento, alla sbarra di larghezza doppia di rosso, caricata del leone di S. Marco d'oro. Ornamenti esteriori: - lo scudo è sormontato dalla corona turrita degli Enti Militari - lista bifida: d'oro, svolazzante, collocata sotto la punta dello scudo, incurvata con la concavità rivolta verso l'alto, riportante il motto, in lettere maiuscole di nero: "SEMPRE E MEGLIO". |
|        | Battaglione logistico "Brescia" Partito, di rosso e d'argento, al leone dell'uno all'altro (per Brescia). Ornamenti esteriori: - lo scudo è sormontato dalla corona turrita degli Enti Militari - lista bifida: d'oro, svolazzante, collocata sotto la punta dello scudo, incurvata con la concavità rivolta verso l'alto, riportante il motto, in lettere maiuscole di nero: "AB ORIGINE FORTIS". |
|        | Battaglione logistico "Cadore" Partito: nel primo, d'azzurro, all'abete di verde fondato su una campagna dello stesso, incatenato di nero a due torri quadrate di due piani, al naturale, merlate alla ghibellina, aperte e finestrate di nero e uscenti dai lati (per Pieve di Cadore); il secondo, d'argento pieno. Ornamenti esteriori: - lo scudo è sormontato dalla corona turrita degli Enti Militari - lista bifida: d'oro, svolazzante, collocata sotto la punta dello scudo, incurvata con la concavità rivolta verso l'alto, riportante il motto, in lettere maiuscole di nero: "L'IMPEGNO MI ESALTA". |
|        | Battaglione logistico "Centauro" (Battaglione logistico "Curtatone") D'argento, al palo d'azzurro, caricato da una stele commemorativa del primo (per Curtatone). Ornamenti esteriori: - lo scudo è sormontato dalla corona turrita degli Enti Militari - lista bifida d'oro, svolazzante, collocata sotto la punta dello scudo, incurvata con la concavità rivolta verso l'alto, riportante il motto, in lettere maiuscole di nero: "FORZA, VOLONTÀ, CUORE". |
|        | Battaglione logistico di manovra "Centauro" (Battaglione logistico "Piemonte") Partito: nel primo, tagliato d'azzurro e di rosso, al Centauro rampante, d'oro, impugnante un arco teso, cordato e incoccato di nero; nel secondo, d'argento pieno. Ornamenti esteriori: - lo scudo è sormontato dalla corona turrita degli Enti Militari - lista bifida d'oro, svolazzante, collocata sotto la punta dello scudo, incurvata con la concavità rivolta verso l'alto, riportante il motto, in lettere maiuscole di nero: "D'ACCIAIO IL CUORE, POTENTE IL BRACCIO". Stemma del Battaglione logistico "Piemonte" (non ufficiale): Interzato in palo: nel primo, tagliato, d'azzurro e di rosso, al Centauro rampante, d'argento, impugnante un arco teso, cordato e incoccato di nero; nel secondo, di rosso, alla croce d'argento, al lambello in capo di tre pendenti d'azzurro (di Piemonte); nel terzo, d'argento pieno.Ornamenti esteriori: - lo scudo è sormontato dalla corona turrita degli Enti Militari - lista bifida d'oro, svolazzante, collocata sotto la punta dello scudo, incurvata con la concavità rivolta verso l'alto, riportante il motto, in lettere maiuscole di nero: "D'ACCIAIO IL CUORE, POTENTE IL BRACCIO". |
|        | Battaglione logistico "Cremona" Inquartato in croce di S. Andrea: il primo ed il terzo, di rosso ad una spiga di grano d'oro; il secondo ed il quarto, d'argento pieno. Ornamenti esteriori: - lo scudo è sormontato dalla corona turrita degli Enti Militari - lista bifida d'oro, svolazzante, collocata sotto la punta dello scudo, incurvata con la concavità rivolta verso l'alto, riportante il motto, in lettere maiuscole di nero: "ALACRE NEL LAVORO. FORTE NELLA BATTAGLIA". |
|        | Battaglione logistico "Friuli" Troncato: il primo, di rosso ad una torre di due palchi, d'oro, aperta del campo da una ampio arco a sesto acuto, murata e finestrata di tre, di nero, uno nel primo palco, 1 e 1, uno nel secondo, merlata di sei nel primo palco, di tre nel secondo; il secondo, d'argento pieno. Ornamenti esteriori: - lo scudo è sormontato dalla corona turrita degli Enti Militari - lista bifida d'oro, svolazzante, collocata sotto la punta dello scudo, incurvata con la concavità rivolta verso l'alto, riportante il motto, in lettere maiuscole di nero: "LAVORO E COMBATTO". |
|        | Battaglione logistico "Gorizia" Partito: il primo, di rosso alla colonna romana, d'argento, fondata sui ruderi dello stesso; il secondo, d'argento pieno. Ornamenti esteriori: - lo scudo è sormontato dalla corona turrita degli Enti Militari - lista bifida d'oro, svolazzante, collocata sotto la punta dello scudo, incurvata con la concavità rivolta verso l'alto, riportante il motto, in lettere maiuscole di nero: "PER NON FERMARSI MAI" - nastro rappresentativo della ricompensa al Valore: annodato nella parte centrale non visibile della corona turrita, scendente svolazzante in sbarra dal punto predetto, passando dietro la parte superiore dello scudo: 1 M.B.V.E. |
|        | Battaglione logistico "Granatieri di Sardegna" D'argento, al quartier franco dello stesso, alla bordura di rosso e caricato da una croce dell'ultimo, accantonata da quattro teste di moro di nero, attortigliate d'argento; in cuore, una granata d'oro infiammata. Ornamenti esteriori: - lo scudo è sormontato dalla corona turrita degli Enti Militari - lista bifida d'oro, svolazzante, collocata sotto la punta dello scudo, incurvata con la concavità rivolta verso l'alto, riportante il motto, in lettere maiuscole di nero: "PER I PRIMI, CON I PRIMI". |
|        | Battaglione logistico alpino "Julia" Troncato, innestato, cuneato di verde e d'argento: il primo, all'aquila d'oro coronata dello stesso, posta sulla partizione; il secondo, d'argento pieno. Ornamenti esteriori: - lo scudo è sormontato dalla corona turrita degli Enti Militari - lista bifida d'oro, svolazzante, collocata sotto la punta dello scudo, incurvata con la concavità rivolta verso l'alto, riportante il motto, in lettere maiuscole di nero: "NULLA DIES SINE LINEA" - nastri rappresentativi delle ricompense al Valore: annodati nella parte centrale non visibile della corona turrita, scendenti svolazzanti in sbarra ed in banda dal punto predetto, passando dietro la parte superiore dello scudo: 2 M.A.V.E. |
|        | Battaglione logistico "Legnano" Partito: il primo, di rosso, al guerriero medioevale armato, tenente con la destra una spada levata e con la sinistra uno scudo, il tutto d'oro: il secondo, d'argento pieno. Ornamenti esteriori: - lo scudo è sormontato dalla corona turrita degli Enti Militari - lista bifida d'oro, svolazzante, collocata sotto la punta dello scudo, incurvata con la concavità rivolta verso l'alto, riportante il motto, in lettere maiuscole di nero: "ALACRITER AGERE". |
|        | Battaglione logistico "Mameli" D'argento, caricato in capo da un cordoncino con fiocco per polvere da sparo di verde, posto ai lati dello scudo. Ornamenti esteriori: - lo scudo è sormontato dalla corona turrita degli Enti Militari - lista bifida d'oro, svolazzante, collocata sotto la punta dello scudo, incurvata con la concavità rivolta verso l'alto, riportante il motto, in lettere maiuscole di nero: "PARI AL VALOR L'IMPEGNO" - nastro rappresentativo della ricompensa al Valore: annodato nella parte centrale non visibile della corona turrita, scendente svolazzante in sbarra dal punto predetto, passando dietro la parte superiore dello scudo: 1 M.B.V.E. |
|        | Battaglione logistico "Mantova" (Battaglione logistico "Isonzo") D'argento, alla fascia ondata d'azzurro. Ornamenti esteriori: - lo scudo è sormontato dalla corona turrita degli Enti Militari - lista bifida d'oro, svolazzante, collocata sotto la punta dello scudo, incurvata con la concavità rivolta verso l'alto, riportante il motto, in lettere maiuscole di nero: "OPEROSAMENTE VIVERE" - nastro rappresentativo della ricompensa al Valore: annodato nella parte centrale non visibile della corona turrita, scendente svolazzante in sbarra dal punto predetto, passando dietro la parte superiore dello scudo: 1 M.B.V.E. |
|        | Battaglione logistico "Orobica" Semitroncato, partito: nel primo, d'oro, all'aquila di nero; nel secondo, di rosso, al cervo corrente d'oro; nel terzo, d'argento pieno. Ornamenti esteriori: - lo scudo è sormontato dalla corona turrita degli Enti Militari - lista bifida d'oro, svolazzante, collocata sotto la punta dello scudo, incurvata con la concavità rivolta verso l'alto, riportante il motto, in lettere maiuscole di nero: "VA E DURA". |
|        | Battaglione logistico "Pinerolo" Tagliato: il primo di rosso, ad un albero di pino terrazzato su un ristretto di campagna, il tutto al naturale; il secondo, d'argento pieno. Ornamenti esteriori: - lo scudo è sormontato dalla corona turrita degli Enti Militari - lista bifida d'oro, svolazzante, collocata sotto la punta dello scudo, incurvata con la concavità rivolta verso l'alto, riportante il motto, in lettere maiuscole di nero: "OPEROSO E FORTE". |
|        | Battaglione logistico "Pozzuolo del Friuli" Tagliato d'argento e d'oro, caricato da un cavaliere armato di nero. Ornamenti esteriori: - lo scudo è sormontato dalla corona turrita degli Enti Militari - lista bifida d'oro, svolazzante, collocata sotto la punta dello scudo, incurvata con la concavità rivolta verso l'alto, riportante il motto, in lettere maiuscole di nero: "CON LA VIRTÙ DEI CAVALIERI ANTIQUI" - nastro rappresentativo della ricompensa al Valore: annodato nella parte centrale non visibile della corona turrita, scendente svolazzante in sbarra dal punto predetto, passando dietro la parte superiore dello scudo: 1 M.B.V.E. |
|        | Battaglione logistico alpino "Taurinense" Partito: nel primo, di verde, al toro furioso d'oro (per Torino); il secondo, d'argento pieno. Ornamenti esteriori: - lo scudo è sormontato dalla corona turrita degli Enti Militari - lista bifida d'oro, svolazzante, collocata sotto la punta dello scudo, incurvata con la concavità rivolta verso l'alto, riportante il motto, in lettere maiuscole di nero: "PIÙ FORTI DELLA ROCCIA". |
|        | Battaglione logistico alpino "Tridentina" Troncato; il primo, di verde, all'aquila di nero, con le ali legate a trifoglio, d'oro, rostrata e armata dello stesso, allumata e linguata di rosso, il petto caricato da tre fìammelle, dello stesso, poste 2, 1 (di Trento); il secondo, d'argento pieno. Ornamenti esteriori: - lo scudo è sormontato dalla corona turrita degli Enti Militari - lista bifida d'oro, svolazzante, collocata sotto la punta dello scudo, incurvata con la concavità rivolta verso l'alto, riportante il motto, in lettere maiuscole di nero: "CON LE OPERE E CON LE ARMI". |
|        | Battaglione logistico "Trieste" D'argento, al palo di rosso, caricato dall'alabarda di S. Sergio [corsesca] del primo, posto nel senso della pezza, la punta verso il capo (per Trieste). Ornamenti esteriori: - lo scudo è sormontato dalla corona turrita degli Enti Militari - lista bifida d'oro, svolazzante, collocata sotto la punta dello scudo, incurvata con la concavità rivolta verso l'alto, riportante il motto, in lettere maiuscole di nero: "TENACE E VALOROSO". |
|        | Battaglione logistico "Vittorio Veneto" Inquartato: nel primo, di rosso, al ramo di palma, recisa, di verde, posta in sbarra; nel secondo e nel terzo, d'argento pieno; nel quarto, d'azzurro, al ramo di palma, recisa, di verde, posta in sbarra. Ornamenti esteriori: - lo scudo è sormontato dalla corona turrita degli Enti Militari - lista bifida d'oro, svolazzante, collocata sotto la punta dello scudo, incurvata con la concavità rivolta verso l'alto, riportante il motto, in lettere maiuscole di nero:"NON MI ARRESTA ALCUN OSTACOLO". - astro rappresentativo della ricompensa al Valore: annodato nella parte centrale non visibile della corona turrita, scendente svolazzante in sbarra dal punto predetto, passando dietro la parte superiore dello scudo: 1 M.B.V.E. |
|        | 1° Centro Rifornimento e Mantenimento CE.RI.MANT. (1ª Officina Riparazioni Esercito O.R.E.) - Ornamenti esteriori: - lo scudo è sormontato dalla corona turrita degli Enti Militari - lista bifida d'oro, svolazzante, collocata sotto la punta dello scudo, incurvata con la concavità rivolta verso l'alto, riportante il motto, in lettere maiuscole di nero: - |
|        | 2° Centro Rifornimento e Mantenimento CE.RI.MANT. (2ª Officina Riparazioni Esercito O.R.E.) - Ornamenti esteriori: - lo scudo è sormontato dalla corona turrita degli Enti Militari - lista bifida d'oro, svolazzante, collocata sotto la punta dello scudo, incurvata con la concavità rivolta verso l'alto, riportante il motto, in lettere maiuscole di nero: - |
|        | 3° Centro Rifornimento e Mantenimento CE.RI.MANT. (3ª Officina Riparazioni Esercito O.R.E.) Inquartato in croce di S. Andrea: nel primo, di rosso; nel secondo, d'oro; nel terzo, d'azzurro, nel quarto, di nero. Sul tutto uno scudetto partito: nel primo d'oro, al biscione visconteo, ondeggiante in palo, coronato all'antica, ingollante per metà un putto ignudo, posto in fascia e in maestà, con le braccia aperte, il tutto d'argento (dei Visconti); nel secondo, d'argento alla croce di rosso (di Milano). Ornamenti esteriori: - lo scudo è sormontato dalla corona turrita degli Enti Militari - lista bifida d'oro, svolazzante, collocata sotto la punta dello scudo, incurvata con la concavità rivolta verso l'alto, riportante il motto, in lettere maiuscole di nero: "TENACEMENTE". |